# Mossack Fonseca
Mossack Fonseca & Со. — юридическая фирма со штаб-квартирой в Панаме и более чем 40 офисами по всему миру. Основана в 1977 году Юргеном Моссаком (Jurgen Mossack) и Рамоном Фонсекой (исп. Ramón Fonseca Mora). Специализируется по торговому праву, трастовым услугам, а также финансовому консультированию частных лиц и организаций. Входит в семерку компаний, дающих в совокупности более половины доходов компаний, зарегистрированных в Панаме. Имеет отделения в нескольких странах Латинской Америки, США и Европе, в том числе два отделения в Швейцарии.
По имеющимся сведениям, компания предположительно оказывает помощь иностранным гражданам в уклонении от уплаты налогов в их собственных странах и отмывании денег. Компанию обвиняют в оказании помощи в обходе международных санкций. Так, 3 апреля 2016 года была обнародована утечка 11 миллионов секретных документов (т. н. «Панамские документы»), свидетельствующих о том, что компания оказывала помощь клиентам в незаконном переводе крупных денежных сумм в офшоры.